# Lauri Virtanen
Lauri Virtanen, född 3 augusti 1904 i Uskela, död 9 februari 1982 i Åbo, var en finländsk friidrottare.
Virtanen blev olympisk bronsmedaljör på 5 000 och 10 000 meter vid sommarspelen 1932 i Los Angeles.